# Kotipelto
Kotipelto es un proyecto en solitario del vocalista de la banda finlandesa Stratovarius, Timo Kotipelto fundado en el 2000. Proveniente de Helsinki. Hasta la fecha solo ha grabado 3 discos como solista y los 3 bajo el sello discográfico High And Loud. Actualmente los miembros estables resultaron ser "Mirka Rantanen", Lauri Porra, Janne Wirman,  Thomas Wäinölä y Timo Kotipelto.

## Historia
Timo Kotipelto nació en Lappajärvi, pueblo ubicado a 400km al norte de Helsinki, capital de Finlandia. Sus inicios musicales se dieron cuando tenía 13 años y sus padres le regalaron una batería, con la cual tocó en una banda de "garage" con sus amigos hasta los 16 años. Luego dejaría la batería y se dedicaría a cantar, estudiando canto en el Conservatorio de Pop/Jazz de Helsinki en 1992. En 1994 más tarde se unió a la banda que lo catapultaría hacia la fama mundial, Stratovarius. 

### Esperando El Amanecer
En el 2001 "Kotipelto" decidió dar un paso más allá en su carrera, realizando su primer proyecto solista, dando como resultado Waiting for the Dawn publicado el 3 de mayo de 2002. El disco alcanzó a entrar en el puesto número 12 en Finlandia y permaneció ahí por una semana. Su sencillo promociona el disco con "Beginning" llegando al puesto número 4 en Finlandia y se mantuvo ahí por 5 semanas, el sencillo lleva con sigo una canción que no fue incluida en su disco. Se trata de un álbum conceptual temáticamente fundado en la historia y la mitología egipcias, sueño echo realidad para el vocalista ya que siempre quiso realizar un disco conceptual desde que escuchara el Operation: Mindcrime de Queensryche a finales de los 80 y además la temática fue elegida especialmente por su admiración e interés en las culturas antiguas. En este álbum participan músicos de primera línea, como Michael Romeo (Symphony X) y Roland Grapow (ex Masterplan y Helloween) en las guitarras, Janne Wirman (Children of Bodom) y Mikko Harkin (Sonata Arctica) en los teclados, Jari Kainulainen (ex Stratovarius) en el bajo y los bateros Gas (HIM) y Mirka Rantanen (ex Thunderstone). Musicalmente el disco va desde el Hard Rock Melódico hasta el Heavy Metal más clásico, pasando por obvios arreglos propios del Power Metal y del Metal Progresivo. Entre los temas más sobresalientes tenemos a Travel Through Time, el cual comienza con unos teclados muy progresivos, subiendo la energía con riffs poderosos mientras avanza la canción. Lord of Eternity es un tema más rápido, con más teclados, donde Kotipelto demuestra qué tan alto puede llegar a cantar. En algunos de los temas se puede apreciar la evidente influencia que pertenecer a Stratovarius ha causado en su forma de componer, mientras que en otros, más pausados, se puede encontrar ese sello personal que permanecerá en sus siguientes trabajos.

### Frialdad
Durante la época oscura de Stratovarius ocurrida en 2004 Kotipelto decide concentrarse nuevamente en su carrera solista y nace así su segunda placa discográfica, Coldness disco que a diferencia del primero. Llegó al puesto número 4 en Finlandia y se mantuvo ahí por 5 semanas. No es un álbum conceptual, sino un álbum muy profundo y personal, lo cual es notorio en toda la composición. Los temas son melancólicos, tristes, oscuros, lo que refleja el estado emocional por el que Kotipelto pasaba en esos momentos. El primer tema del disco, Seeds of Sorrow es el más cercano al Power Metal mientras que los demás tienen un corte más pesado, más metal melódico tradicional, inclusive Hard Rock. En esta línea va Reasons el hit de este álbum, el cual llegó al puesto número 1 en Finlandia y permaneció ahí por 9 semanas, también se hizo el primer videoclip oficial de Kotipelto. También destacan Coldness of my Mind y Take Me Away, esta canción llegó al puesto puesto número 4 en Finlandia y se mantuvo ahí por 3 semanas. Temas más oscuros y melódicos, con tintes progresivos. La realización de este álbum llevó a Kotipelto a realizar su primera gira como solista, en el marco de la cual visitó Estados Unidos en el ProgPower Festival y Sudamérica como banda soporte del grupo alemán Edguy entre septiembre y octubre de 2004, presentándose en Buenos Aires y Córdoba (Argentina) y en el festival ecológico "Rock the Planet" en Sao Paulo, Brasil. En esta gira lo acompañó Jens Johansson en los teclados, ya que Janne Wirman no lo podía realizar por estar en gira con Children of Bodom.

### Serenidad
Durante en abril del 2007 salió a la venta Serenity, su tercer disco como solista de Kotipelto, en la cual no sólo demuestra su versatilidad como un vocalista de primera, sino también su desarrollo como compositor. Una mezcla de Power Metal Melódico con reminisencias de Hard Rock, las melodías son intensificadas con una variedad de elementos que añaden una dimensión de complejidad que hacen de cada tema una fresca e interesante experiencia. En esta oportunidad, Kotipelto no quiere considerarse más como solista, sino como una banda real. Cuenta como miembros estables a Lauri Porra en el bajo, Janne Wirman y Mirka Rantanen que lo acompañaron también en sus anteriores trabajos y a Tuomas Wäinölä en la guitarra, quien también ha colaborado con la composición de algunas letras y arreglos. Los temas emocionales aún están presentes en este álbum, pero en un tono más esperanzador, describe la búsqueda de la paz interior de la serenidad, que todos necesitamos. Destacan los temas Sleep Well, el cual es también el tema principal de la película finlandesa de acción Vares 2. La canción Serenity (se convirtió en videoclip oficial publicado en el 2008) que nos lleva a un universo de frustración donde la búsqueda de la paz y felicidad parece siempre elusiva. "Once Upon a Time" es un típico tema Power Metal el cual incluye como novedad un solo de bajo, mientras "After the Rain" es la única balada del disco (de la cual existe una versión en español llamada "Te Amaré" del sencillo Sleep Well, editado sólo en Finlandia). La canción más fuerte es "Last Defender", que describe la desesperación y futilidad de un soldado alemán atrapado en la guerra de egos que fue la Batalla de Stalingrado durante la Segunda Guerra Mundial, a través de una introducción acústica, arreglos sinfónicos de violín y potentes riffs puramente metálicos un gran final para un disco consistente, creativo, lleno de emociones y con una gran calidad raramente vistos en estos días. Serenity es el siguiente paso hacia un nivel superior en la carrera de Kotipelto. Con Serenity Timo realizó su segunda gira latinoamericana como solista, incluyendo una presentación en Lima, Perú, el 30 de noviembre de 2007 realizada en Vocé.

## Miembros Estables
- Timo Kotipelto - Voz (2000) Presente
- Janne Wirman - teclados (2000) Presente
- Mirka Rantanen - Batería (2000) Presente
- Thomas Wäinölä - Guitarra (2005) Presente
- Lauri Porra - bajo (2006) Presente

## Discografía

### Álbumes
1. Waiting for the Dawn (2002)
2. Coldness (2004)
3. Serenity (2007)

## Sencillos
1. Beginning (2002)
2. Reasons (2004)
3. Take Me Away (2004)
4. Sleep Well (2006)

## Videoclips
- Reasons (2004)
- Sleep Well (2006)
- Serenity (2008)